# Rubus exsul
Rubus exsul är en rosväxtart som beskrevs av Wilhelm Olbers Focke. Rubus exsul ingår i släktet rubusar, och familjen rosväxter. Inga underarter finns listade i Catalogue of Life.